# De Kameleon slaat alarm
De Kameleon slaat alarm is het eenenzestigste deel uit De Kameleon-boekenreeks. Na de dood van Hotze de Roos heeft Piero Stanco, onder het pseudoniem P. de Roos, een drietal boeken geschreven waarvan dit het eerste is. De illustraties zijn van George Schriemer. De eerste editie kwam uit in 1992 en was samen met de tweede en derde druk geïllustreerd door Ruud Hameeteman.

## Verhaal
Op weg naar huis ontdekken Hielke en Sietse Klinkhamer samen met hun vriend Louw ineens dat er rook te zien is achter het hotel. Als ze op onderzoek uit gaan zien ze ineens dat de vlammen uit de keuken van het hotel slaan. Verder doen de jongens mee aan een race voor sloopauto's met hun auto de 'Kameleon 2'.
H. de Roos: 1. De schippers van de Kameleon · 2. Kameleon, ahoy! · 3. Redders met de Kameleon · 4. Speurders met de Kameleon · 5. De Kameleon op volle toeren · 6. De Kameleon houdt koers · 7. Goede vaart, Kameleon · 8. Trossen los, Kameleon · 9. De Kameleon in 't zoeklicht · 10. De Kameleon opnieuw in actie · 11. De Kameleon in de branding · 12. Vivat, Kameleon! · 13. De Kameleon blijft favoriet! · 14. De Kameleon wint de prijs! · 15. De Kameleon brengt geluk! · 16. Bravo, Kameleon! · 17. Vakantie met de Kameleon · 18. De Kameleon viert feest! · 19. Tip top, Kameleon · 20. De Kameleon schiet te hulp · 21. Trouwe vrienden van de Kameleon · 22. De Kameleon staat voor niets! · 23. Met de Kameleon erop los! · 24. De Kameleon altijd paraat · 25. De Kameleon slaat zijn slag · 26. De Kameleon pakt aan! · 27. Ruim baan, Kameleon · 28. De Kameleon vaart uit! · 29. De Kameleon treft doel! · 30. Volle kracht, Kameleon! · 31. Met de Kameleon op avontuur · 32. De Kameleon maakt schoon schip · 33. De Kameleon knapt het op! · 34. Met de Kameleon vooruit · 35. De Kameleon steekt van wal · 36. De Kameleon doet een goede vangst! · 37. De vlag in top voor de Kameleon · 38. De Kameleon in de storm · 39. Alle hens aan dek, Kameleon! · 40. De Kameleon krijgt nieuwe vrienden · 41. Op reis met de Kameleon! · 42. De Kameleon heeft succes · 43. De Kameleon vaart voorop! · 44. Lang leve de Kameleon! · 45. De Kameleon helpt altijd! · 46. De Kameleon ruikt onraad · 47. De Kameleon geeft vol gas · 48. De Kameleon maakt plezier · 49. De Kameleon ligt op de loer · 50. De Kameleon in het goud · 51. De Kameleon houdt stand! · 52. De Kameleon vaart door · 53. De Kameleon gooit het roer om · 54. Recht door zee, Kameleon · 55. De Kameleon op dreef · 56. De Kameleon in woelig water · 57. Met de Kameleon voor de wind · 58. De Kameleon heeft goed nieuws · 59. De Kameleon draagt zijn steentje bij · 60. De Kameleon maakt het helemaal 

P. de Roos: 61. De Kameleon slaat alarm · 62. De Kameleon stuurloos · 63. De Kameleon op jacht · Fred Diks: 64. De Kameleon scoort! · 65. Zet 'm op, Kameleon! · 66. De Kameleon lost het op · B.M. de Roos: 67. De Kameleon is terug! · 68 Knallen met de Kameleon